# 1016 Anitra
Anitra (asteroide 1016) é um asteroide da cintura principal, a 1,9349117 UA. Possui uma excentricidade de 0,128084 e um período orbital de 1 207,46 dias (3,31 anos).
Anitra tem uma velocidade orbital média de 19,99399132 km/s e uma inclinação de 6,04122º.
Esse asteroide foi descoberto em 31 de janeiro de 1924 por Karl Reinmuth.